# کارپوگوری
کارپوگوری (به لاتین: Karpogory) یک روستا در روسیه است.یک منطقهٔ مسکونی در روسیه است که در استان آرخانگلسک واقع شده‌است.